# Artannes-sur-Indre
 Artannes-sur-Indre  es una población y comuna francesa, en la región de  Centro, departamento de Indre y Loira, en el distrito de Tours y cantón de Montbazon.

## Demografía
| 1165 | 1154 | 1217 | 1402 | 2089 | 2184 |
| Para los censos de 1962 a 1999 la población legal corresponde a la población sin duplicidades (Fuente: INSEE [Consultar]) |      |      |      |      |      |